# Región de Tavastia Propia
Tavastia Propia, también conocida como Kanta-Häme, es una de las 19 regiones de Finlandia. Comparte fronteras con Finlandia Propia, Satakunta, Pirkanmaa, Päijänne Tavastia y Uusimaa.
Hämeenlinna es el centro urbano más grande de la región, además de su capital.

## Ciudades
La región contiene 11 municipios:
| - Forssa - Hattula - Hausjärvi - Humppila - Hämeenlinna - Janakkala - Jokioinen | - Loppi - Riihimäki - Tammela - Ypäjä |